# Un jour à New York
Pour les articles homonymes, voir On the Town (homonymie).
Pour plus de détails, voir Fiche technique et Distribution.
Un jour à New York (On the Town) est un film musical américain réalisé par Stanley Donen et Gene Kelly, sorti en 1949.

## Synopsis
Trois marins de la Navy, Gabey (Gene Kelly), Chip (Frank Sinatra) et Ozzie (Jules Munshin), débarquent à New York pour une journée de permission. Ils ont 24 heures pour profiter de la ville et comptent bien les mettre à profit pour faire des rencontres. Ils font d'abord la connaissance d'une conductrice de taxi, Brunhilde Esterhazy (Betty Garrett) et de Claire Huddesen (Ann Miller), étudiante en histoire. Gabey, qui a brièvement rencontré Ivy Smith (Vera-Ellen), la « Miss Métro » du mois, et en est tombé amoureux, entraîne ses deux compères et les deux jeunes femmes dans une course effrénée à travers la ville afin de la retrouver.

## Commentaires
Un jour à New York remet en présence Gene Kelly, Frank Sinatra et Jules Munshin qui avaient déjà tourné ensemble une comédie musicale du même genre, Match d'amour (Take Me Out To The Ball Game), sorti en avril 1949, dernier film de Busby Berkeley.
Gene Kelly et Frank Sinatra se sont souvent rencontrés sur des tournages et figuraient déjà tous deux dans un film d'après guerre (sorti le 21 mars 1946), Escale à Hollywood (Anchors Aweigh), mémorable notamment pour la séquence durant laquelle Gene Kelly fait un numéro de danse avec la souris Jerry, alliant les techniques de dessin animé de l'époque aux talents de danseur de Gene Kelly.

## Genèse
Fait exceptionnel, à l’été 1944, la Metro-Goldwyn-Mayer fait l’acquisition des droits cinématographiques avant les répétitions de la création scénique au Adelphi Theatre à New York, pour la somme de 250 000 $. Il s’agit du premier film musical réalisé conjointement par Gene Kelly et Stanley Donen. Frank Sinatra ne souhaitait plus jouer de rôle de marin, mais c’est Kelly qui parvint à le convaincre. Des vingt titres originaux de Leonard Bernstein, ne furent conservées pour le film que quelques chansons et musiques de ballet. Les répétitions débutèrent le 21 février 1949 et le tournage le 28 mars 1949 pour une durée de 47 jours. Une seule prise suffit pour filmer l’effondrement du squelette du dinosaure du musée, constitué de 283 vertèbres et ossements faits de papier par le responsable des accessoires Gaylord. Le tournage dans les studios MGM d’Hollywood fut une première fois achevé le 5 mai 1949. Les six acteurs principaux se rendirent alors à New York pour tourner les prises en extérieur. C’était la première fois qu’un studio tournait un long métrage dans des lieux publics à New York. Pour la séquence tournée au sommet du gratte-ciel RCA Building, et parvenir à réaliser un mouvement de la caméra à 360°, il fallut construire un rail circulaire. Lors du tournage d’une scène dans le quartier de Chinatown, la présence de Sinatra faillit provoquer une émeute de ses fans. L’ensemble de l’équipe regagna les studios le 23 mai 1949 pour achever le tournage en décors intérieurs. Leonard Bernstein vint aux studios le 3 juin 1949 et resta une semaine sur place pour travailler sur l’adaptation des thèmes musicaux retenus pour le film. Le tour de manivelle final eut lieu le 2 juillet 1949.

## Fiche technique
- Titre : Un jour à New York
- Titre original : On the Town
- Réalisation : Stanley Donen, Gene Kelly
- Réalisateur 2e  équipe : Andrew Marton
- Scénario : Betty Comden, Adolph Green, d'après la comédie musicale On the Town, créée à Broadway en 1944 (livret et lyrics de Comden & Green, musique et lyrics additionnels de Leonard Bernstein)
- Production : Arthur Freed et Roger Edens (producteur associé)
- Société de production : MGM
- Musique originale : Leonard Bernstein
- Musique additionnelle : Roger Edens
- Arrangements vocaux : Saul Chaplin
- Orchestrations : Conrad Salinger
- Direction musicale : Lennie Hayton
- Directeur de la photographie : Harold Rosson
- Montage : Ralph E. Winters
- Direction artistique : Cedric Gibbons, Jack Martin Smith
- Maquillage : Sydney Guilaroff (en), Jack Dawn
- Costumes : Helen Rose
- Décors : Edwin B. Willis
- Pays de production :  États-Unis
- Distribution : Metro-Goldwyn-Mayer
- Langue : Anglais
- Genre : Film musical et comédie romantique
- Couleur : couleur (Technicolor) - Son : Mono (Western Electric Sound System)
- Durée : 98 minutes
- Coût : 2 130 000 $
- Dates de sortie : 
  - États-Unis : 8 décembre 1949 (première), 30 décembre 1949 (sortie nationale) 
    - Recettes : 2 940 000 $ ; Total à l’étranger : 4 440 000 $

  - France : 17 mai 1950

## Distribution
- Gene Kelly (VF : Roger Rudel) : Gabey (Gaby en VF)
- Frank Sinatra : Chip
- Betty Garrett (VF : Jacqueline Ferrière) : Brunhilde 'Hilde' Esterhazy
- Ann Miller (VF : Thérèse Rigaut) : Claire Huddesen
- Jules Munshin (VF : Georges Hubert) : Ozzie
- Vera-Ellen (VF : Lily Baron) : Ivy (Yvonne en VF) Smith ('Miss Tourniquet')
- Florence Bates (VF : Lita Recio) : Mme Diloyvska
- George Meader (VF : Paul Villé) : Professeur
- Alice Pearce (VF : Claude Daltys) : Lucy Shmeeler

Acteurs non crédités :
- Murray Alper : Gérant de la compagnie de taxis
- Claire Carleton : Patronne de night-club
- Don Brodie (VF : Jean Gournac) : le collaborateur moustachu de Max
- Frank Hagney : un policier
- Bern Hoffman (VF : Raymond Destac) : le grutier chanteur
- Milton Kibee (VF : Paul Forget) : le coiffeur d'affiches dans le métro
- Sid Melton (VF : Jean Violette) : Spud, l'employé des taxis
- Robert Williams (VF : Jean Brunel) : le sergent de Police de la voiture #44
- Tom Dugan (VF : Émile Duard) : Tracy, le policier conduisant la voiture #44
- Eugene Borden (VF : René Fleur) : le serveur moustachu du Club Sambacabaña

## Numéros musicaux
1. I Feel Like I'm Not Out of Bed Yet (Leonard Bernstein)— ouvrier
2. New York, New York — (Leonard Bernstein) Gene Kelly, Frank Sinatra et Jules Munshin
3. Miss Turnstiles Ballet (Leonard Bernstein, instrumental) — Vera-Ellen
4. Prehistoric Man — Ann Miller, Jules Munshin, Gene Kelly, Frank Sinatra et Betty Garrett
5. Come Up to My Place (Leonard Bernstein) — Betty Garrett et Frank Sinatra
6. When You Walk Down Mainstreet with Me — Gene Kelly et Vera-Ellen
7. You're Awful — Betty Garrett et Frank Sinatra
8. On the Town — Gene Kelly, Vera-Ellen, Frank Sinatra, Betty Garrett, Jules Munshin et Ann Miller
9. Count on Me — Gene Kelly, Frank Sinatra, Betty Garrett, Jules Munshin, Ann Miller, Alice Pearce et Gene Kelly
10. A Day in New York (instrumental) — Gene Kelly et Vera-Ellen